# Ilisos
Der Ilisos (griechisch Ιλισός, auch Ιλισσός, Ilissos) ist ein kleiner, meist wasserarmer, die Ebene von Athen durchströmender Fluss in Griechenland.  Er entspringt am Hymettosgebirge, fließt nach Südwesten, berührt dabei das antike Zentrum der Stadt und mündet bei Paleo Faliro in den Saronischen Golf. Heute ist der Fluss durch mehrere wichtige Straßenachsen überbaut. 
Unweit des Verlaufs des Ilisos fand man vor einigen Jahren die vermutlichen Überreste der Schule des Aristoteles, des Lykeion. In der griechischen Mythologie spielt der Fluss eine besondere Rolle: Es wird berichtet, dass an seinem Ufer Oreithyia, die Tochter des Athener Königs Erechtheus spielte, als sie von Boreas entführt wurde. Boreas zu Ehren wurde später von den Athenern in der Nähe des Flusses ein Altar errichtet und ein Fest namens Boreasmos eingeführt.  Daneben spielte der Fluss eine Rolle bei den kleineren Mysterien von Eleusis, der Myesis. Im Rahmen dieses Initiationsrituals reinigten sich die Priester nach der Opferung eines Schweines im Ilisos.

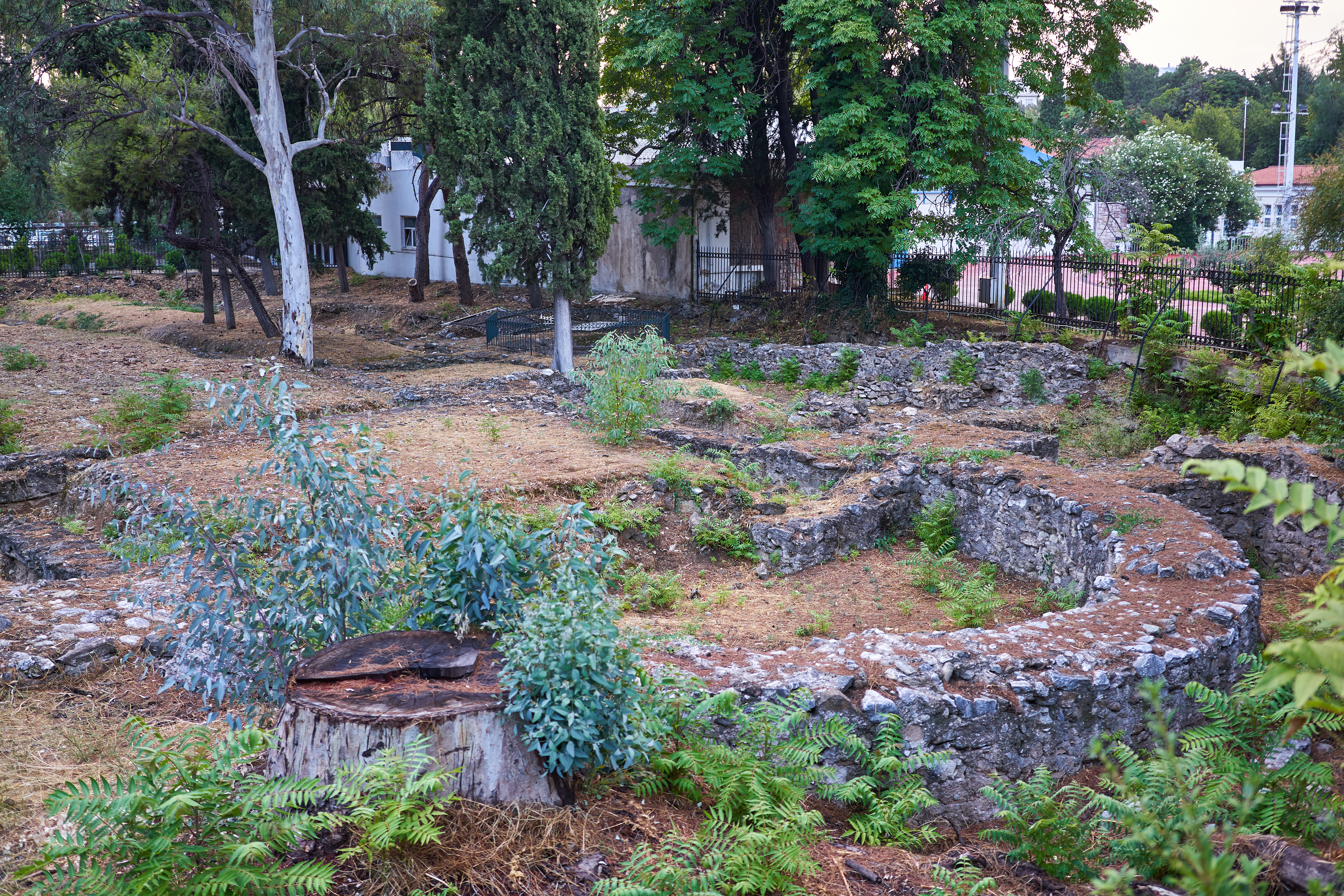
Reste der Basilika

Am Ilisosufer liegt ein Heiligtum, in dem unter anderem auch eine Statue der Aphrodite gefunden wurde. Es wird als Heiligtum der Artemis Agrotera identifiziert. Im 5. Jahrhundert wurde die Ilisos-Basilika auf einer Insel im Ilisos errichtet. Ebenfalls am Ufer des Ilisos und in unmittelbarer Nähe zu dem Heiligtum befand sich das antike Panathenäische Stadion (heute aufgrund der Marmorausstattung auch Kallimarmaro genannt), das für die ersten modernen Olympischen Spiele 1896 wieder aufgebaut wurde.
Eine bildliche Darstellung des Ilisos befand sich als Marmorskulptur im Westgiebel des Parthenon.